# فرايزر جونسون
فرايزر جونسون (بالإنجليزية: Frazier Johnson)‏ مواليد 7 يوليو 1970 في أركنساس، هو لاعب كرة سلة أمريكي سابق. بدأ مسيرته الاحترافية في سنة 1993. يبلغ طوله 6 قدم 9 بوصة (2.1 م). اعتزل اللعب في 2000. لعب مع بنفيكا لكرة السلة في الدوري البرتغالي لكرة السلة.

## روابط خارجية
- فرايزر جونسون على موقع كرة السلة الأوروبية.كوم (الإنجليزية)
- فرايزر جونسون على موقع بروبوليرز (الإنجليزية)